# Motor Lancia V6
El Motor Lancia V6 es un tipo de propulsor de 6 cilindros en V para automóviles diseñado por el fabricante italiano Lancia entre los años 1950 y 1970. Lancia fue el primer fabricante de automóviles en desarrollar y montar un motor V6, específicamente en el modelo Aurelia de 1950. El motor fue diseñado por Francesco De Virgilo con la finalidad de resolver los problemas de vibración que había experimentado Lancia con sus motores V4. Se utilizó un ángulo de 60° para garantizar la suavidad máxima de marcha. Lancia usó sus motores V6 tanto en automóviles de producción como en competición.

## Modelos

### Aurelia
- 1754 cc de 1950, montado en la primera generación del Lancia Aurelia. Primer motor V6 de la historia.
- 1991 cc de 1951, montado en Aurelia B21, tenía un diámetro de 72 mm (2,83 pulgadas) y una carrera de 81,5 mm (3,21 pulgadas).
- 2266 cc de 1954. 87 CV, montado en la segunda serie de berlinas B12 y B12S.
- 2451 cc de 1953, Montado en la tercera serie del Aurelia, con un diámetro de 78 mm (3,07 pulgadas) y una carrera de 85,5 mm (3,37 pulgadas).

### Flaminia
- 2458 cc de 1957, montado en la primera generación de Lancia Flaminia, con un diámetro de 80 mm (3,15 pulgadas) y una carrera de 82 mm (3,23 pulgadas).
- 2775 cc de 1957, montado en el modelo Flaminia. Contaba con un diámetro de 85 mm (3,35 pulgadas) y una carrera de 82 mm (3,23 pulgadas).